# Biodegradacja

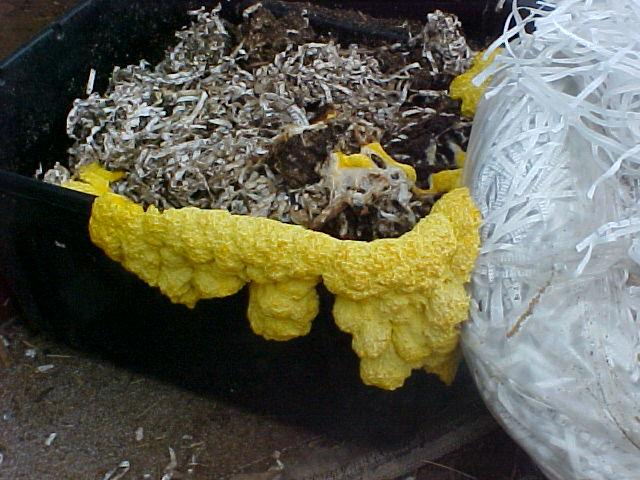
Mokry papierowy pojemnik ulegający biodegradacji.

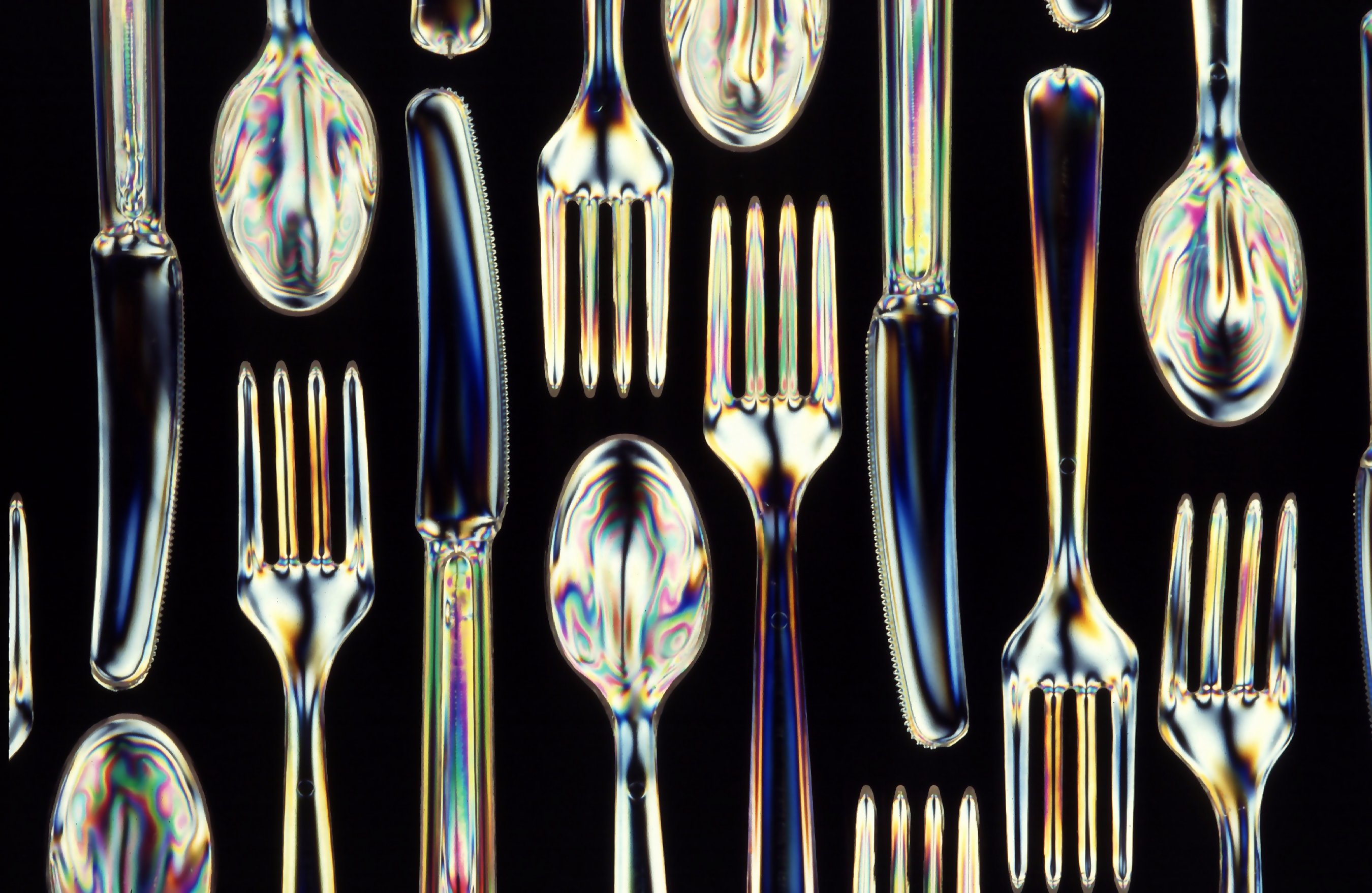
Sztućce wykonane z materiału ulegającego biodegradacji.

Biodegradacja (gr. bios ‘życie’, łac. degradatio ‘obniżenie’) – biochemiczny rozkład związków organicznych przez saprobionty (głównie bakterie i grzyby, ale także pierwotniaki, promieniowce, glony i robaki) na proste związki nieorganiczne. Poza organizmami żywymi, do biodegradacji przyczyniają się także czynniki naturalne, takie jak: światło słoneczne, tlen z powietrza i woda. Dzięki niej rozkładowi może ulegać nawet 95% substancji organicznej.
Biodegradacja jest procesem bardzo powszechnym. Przebiega we wszystkich biocenozach. Zamyka ona cykle biogeochemiczne większości pierwiastków chemicznych, poprzez doprowadzenie związków do form przyswajalnych przez rośliny. O ile biodegradacja związków występujących naturalnie przebiega bardzo szybko (przykładem są lasy równikowe), o tyle rozkład substancji sztucznych, wytworzonych przez człowieka, może trwać nawet do kilku tysięcy lat (np. pochodne ropy naftowej, pestycydy, materiały wybuchowe). Mimo to proces ten ma duże znaczenie w zachowaniu środowiska naturalnego, ponieważ zmniejsza stopień jego zanieczyszczenia.
Dużą zdolność do biodegradacji wykazują zasobne w próchnicę, biologicznie aktywne gleby.
Rozkład szczątków organicznych przebiega zarówno w obecności tlenu, jak i przy jego braku. Aeroby degradują je, wykorzystując tlen jako utleniacz. Anaeroby zastępują tlen azotanami, siarczanami, jonami metali lub dwutlenkiem węgla. W ten sposób metanotrofy potrafią rozkładać węglowodory alifatyczne, a nawet ich halogenki.
Obecnie zastępuje się trwałe tworzywa sztuczne i detergenty odpowiednikami, które ulegają biodegradacji.
W przeciwieństwie do mineralizacji, terminu biodegradacja używa się raczej w odniesieniu do substancji szkodliwych (np. pestycydów).

## Zastosowania biodegradacji
Najpopularniejszym wykorzystaniem biodegradacji przez człowieka są filtry awaryjne w biologicznych oczyszczalniach ścieków oraz stawach biologicznych, służących do fermentacyjnego oczyszczania odpadów (np. z cukrowni). Konieczne jest zapewnienie odpowiednich warunków dla mikroorganizmów przeprowadzających biodegradację. Należy utrzymywać odpowiednią temperaturę oraz usunąć ze ścieków substancje toksyczne dla biodegradatorów (np. detergenty, pestycydy).
Ma również zastosowanie na składowiskach odpadów, przy produkcji biogazu z odpadów i ścieków, biomasy paszowej ze ścieków oraz rozpuszczalnych w wodzie pestycydów w opakowaniach podatnych na biodegradację.

## Badania nad biodegradacją[2]
Przez wiele lat na Ziemi nagromadziły się ogromne ilości odpadów, a nowe są wytwarzane każdego dnia. W związku z tym trwają prace nad zwiększeniem zdolności biodegradacyjnych mikroorganizmów. Równolegle do nich poszukiwane są biodegradowalne zamienniki do obecnie wykorzystywanych w przemyśle materiałów. Takie zamienniki musiałyby jednak spełniać wszystkie wymogi, które spełniają obecnie wykorzystywane tworzywa. Badania skupiają się głównie na polimerach, których produkcja w 2002 roku wyniosła ponad 180 mld ton. Rozwiązania problemu poszukuje się w dwóch kierunkach:
- Wytwarzanie biodegradowalnych polimerów, przez modyfikację istniejących materiałów (np. polimer Bioflex® – polietylen z dodatkiem skrobi, który jest bardziej podatny na biodegradację ze strony mikroorganizmów – przykład materiału biorozpraszalnego).
- Produkcja poliestrów, polieterów czy polialkoholi, zawierających grupy funkcyjne wrażliwe na działanie mikroorganizmów (np. Binolle, wyprodukowany w latach 90. XX wieku, w kompoście ulega rozkładowi w ciągu 6–24 tygodni).